# Koulnatenga
Koulnatenga är en ort i Burkina Faso.   Den ligger i regionen Centre-Ouest, i den centrala delen av landet, 50 km väster om huvudstaden Ouagadougou. Koulnatenga ligger 320 meter över havet och antalet invånare är 674.
Terrängen runt Koulnatenga är mycket platt. Närmaste större samhälle är Kokologho, 10,7 km öster om Koulnatenga.
Omgivningarna runt Koulnatenga är en mosaik av jordbruksmark och naturlig växtlighet. Runt Koulnatenga är det ganska tätbefolkat, med 139 invånare per kvadratkilometer.